# Li Hongzhang

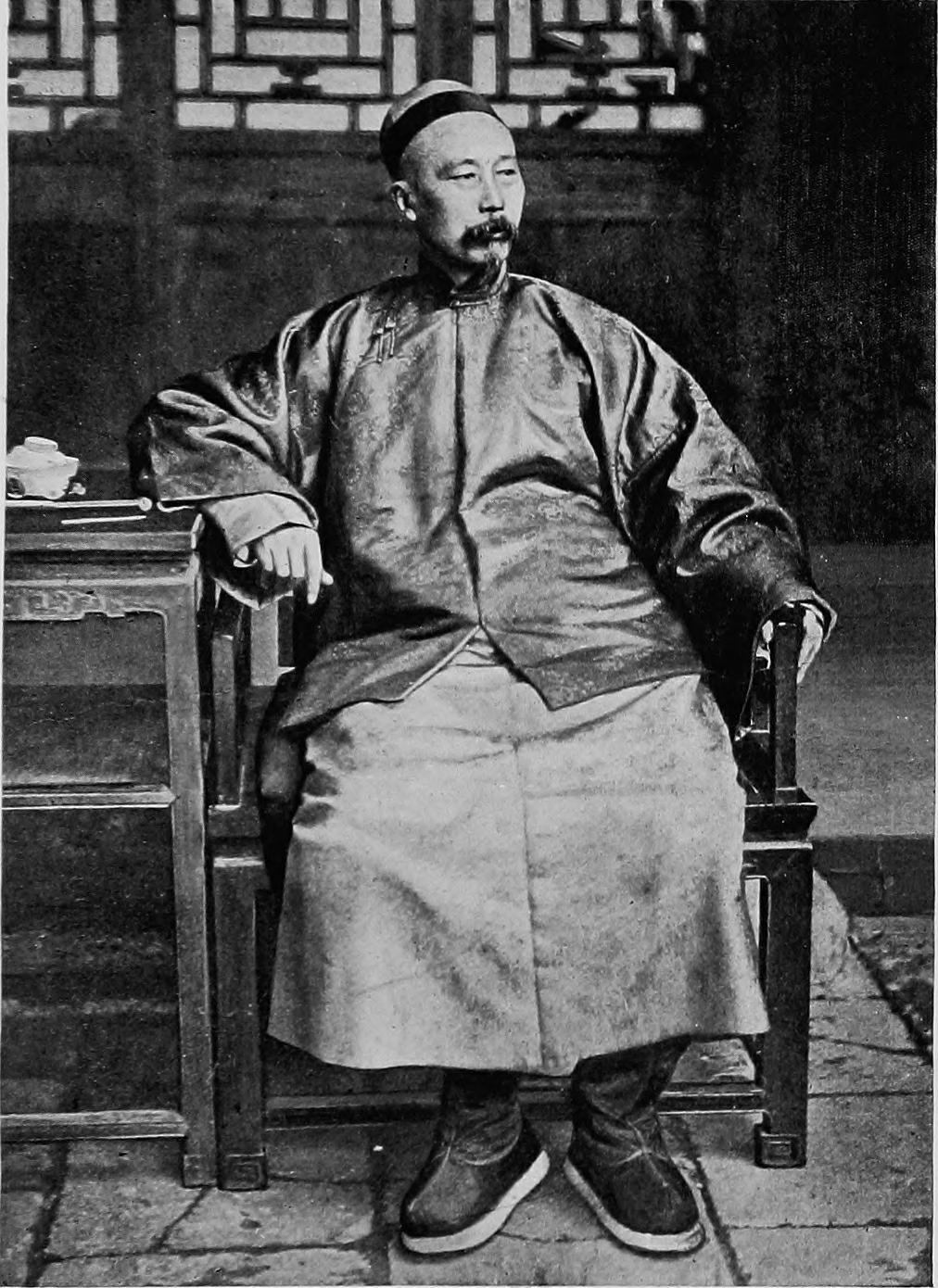
Li Hongzhang l'any 1871

Li Hongzhang ó Li Hung-chang (Qunzhi, Hefei, Anhui -Xina-, 15 de febrer de 1823, Temple de Shenlian, Pequín - Xina, 7 de novembre de 1901) militar, polític i diplomàtic xinès, va ser un dels principals consellers de l'emperadriu Cixi i un dels modernitzadors de la Xina de finals del segle XIX

## Biografia
Fill duna família de notables,amb l'ajut del seu pare i del seu mentor Zeng Guofan va acabar els estudis per poder fer els exàmens confucians i sota la guia de Zerng va iniciar la carrera militar a Pequín.
L'any 1847 va obtenir el grau de "jinshi" -进士- el nivell més alt en el sistema imperial d'exàmens. Dos anys més tard va ser admès a l'Academia Hanlin. Amb aquesta formació confucianista de caràcter conservador, va arribar a ser un dels principals diplomàtics, reformadors i modernitzadors de la Xina de finals del segle xix.

### Carrera militar
Quan va esclatar la Rebel·lió dels Taiping (1850), Li conjuntament amb el seu pare i el finançament dels comerciants de la part baixa del riu Yang-tse, va organitzar un exèrcit local que va permetre conservar la zona d'Anhui. Per conquerir la zona de Jiangsu va utilitzar l'ajut de l'exèrcit de mercenaris de l'ànglès Charles Gordon.
Quan el seu mentor Zeng va ser nomenat Governador General (1860) de les províncies de Liangjiang el va incorporar al seu equip.
L'agost de 1868 quan la capital Pequín estava amenaçada, va tornar a tenir una important actuació militar amb la victòria sobre els rebels de Nian.

### Carrera política
Després de ser el governador de la província de Jiangsu i governador general de Liangjiang, l'emperadriu Cixi l'any 1870 el va nomenar virrei de Zhili, amb seu a Tianjin. Aquest càrrec era compatible amb el de Gran Secretari del Govern Central, el de Super-intendent pel comerç de la zona nord i el de supervisor del comerç amb els països occidentals.
Amb 40 anys Li ja tenia un gran poder, tant a nivell provincial com a nivell militar, amb un exèrcit independent. Aquesta situació li va permetre una posició de força davant del Govern Central de Pequín.
Quan es va crear l'Agència per les relacions diplomàtiques amb els països occidentals (Zongli Yamen), Li es va convertir en un dels interlocutors més habituals amb els estrangers.
Li va fer una important fortuna, fruit segons alguns historiadors, d'actuacions corruptes, com va ser el cas de les negociacions amb Rússia de l'any 1896.

### La modernització de la Xina i elmoviment d'auto-enfortiment
Malgrat que Li tenia una opinió i una actitud crítica davant dels occidentals: "poden portar danys incalculables, destrueixen el nostre paisatge, invadeixen els nostres camps i pobles, espatllen el nostre -feng-sui- i arruïnen la manera de ser de nostre poble", com a conseller de l'emperadriu Cixi i conjuntament amb el Príncep Gong -Cap del Gran Consell-, Li va ser una peça clau en el moviment d'auto enfortiment o "moviment d'occidentalització" que tenia com a objectiu implantar un conjunt de reformes en un procés de modernització del país que l'acostessin a nivells similars a les potències occidentals, seguin en certa manera la reforma Muji al Japó, tenint com a rerefons la humiliació que va patir la Xina en les dues Guerres de l'Opi. En el desenvolupament d'aquest procés també cal tenir en compte tots els danys que va provocar el fenomen climàtic del "Niño", que va causar una gran sequera i 20 milions de morts a Shandong, Shanxi i Shaanxi.
L'actuació de Li va abastar múltiples àrees, i sempre interessat i preocupat perquè els projectes tinguessin finançament i control per part xinesa. Com a curiositat en aquest procés, l'any 1894 Li va tenir contactes amb el que seria el futur president de la primera República de la Xina, Sun Yat-sen que es va oferir al govern per ajudar en la modernització del país.

#### Millores en l'exèrcit i la indústria militar
- Va crear l'exèrcit d'Anhui
- Va comprar cuirassats i altres vaixells de guerra
- Va enviar oficials de l'exèrcit a formar-se a França, Gran Bretanya i Alemanya
- Va construir fàbriques d'armes a Xangai (1862) i Suzhou (1864)[5]
- Amb l'ajut de consellers alemanys va fundar l'Acadèmia Militar de Tianjin,[3] on la formació militar s'ampliava amb matèries com matemàtiques, ciències, idiomes estrangers i també història i els clàssics xinesos

#### Transports i comunicacions
- Amb l'oposició de la part més conservadora del govern va introduir canvis i millores en el transport ferroviari.[3]
- Va col·laborar en la creació i el finançament de la Companyia Mercant Xinesa de Navegació a Vapor.[5]
- Instal·lació de les primeres línies de telègraf (1881)[9]

#### Cultura[5]
- Va fer imprimir textos antics
- Va crear acadèmies i biblioteques
- Reformà el sistema d'exàmens
- Va fer traduir més de 100 llibres occidentals al xinès i 49 de temes de ciències i de tecnologia.[6]
- Entre 1872 i 1881 va participar en el projecte d'enviament de grups d'adolescents d'entre 15 i 17 i anys a estudiar als EUA. Aquesta política va tenir un cert èxit i part d'aquests estudiants a la seva tornada a la Xina van participar en el procés de modernització, com és el cas de Zhan Tianyou, un dels primers estudiants formats als Estats Units que en el seu moment va convertir-se en el "Pare dels Ferrocarrils".[6]

#### Indústria i Economia
En aquest àmbit Li va tenir discrepàncies amb l'emperadriu Cixi; aquesta opinava que les màquines modernes occidentals treien feina a les persones, especialment a les dones, en el cas de la indústria tèxtil, però Li va ampliar les fàbriques de maquinària a Tianjin i va instal·lar (1882) les primeres fàbriques de cotó.
En relació al consum d'opi l'any 1874 va proposar que fóra bo reprendre el cultiu domèstic de l'opi i gravar-lo amb taxes, amb l'únic objectiu de reprimir-ne el tràfic i mai amb el desig d'obtenir una font d'ingressos.
Per proveir de combustible els vaixells de vapor, va posar en marxa mines a Kaiping (1877).

#### Administració Pública
Durant el període 1862-1874 va retallar despeses, va rebaixar impostos en la zona del sud del país, va començar obres públiques i va prioritzar l'agricultura.

### Actuació com a diplomàtic

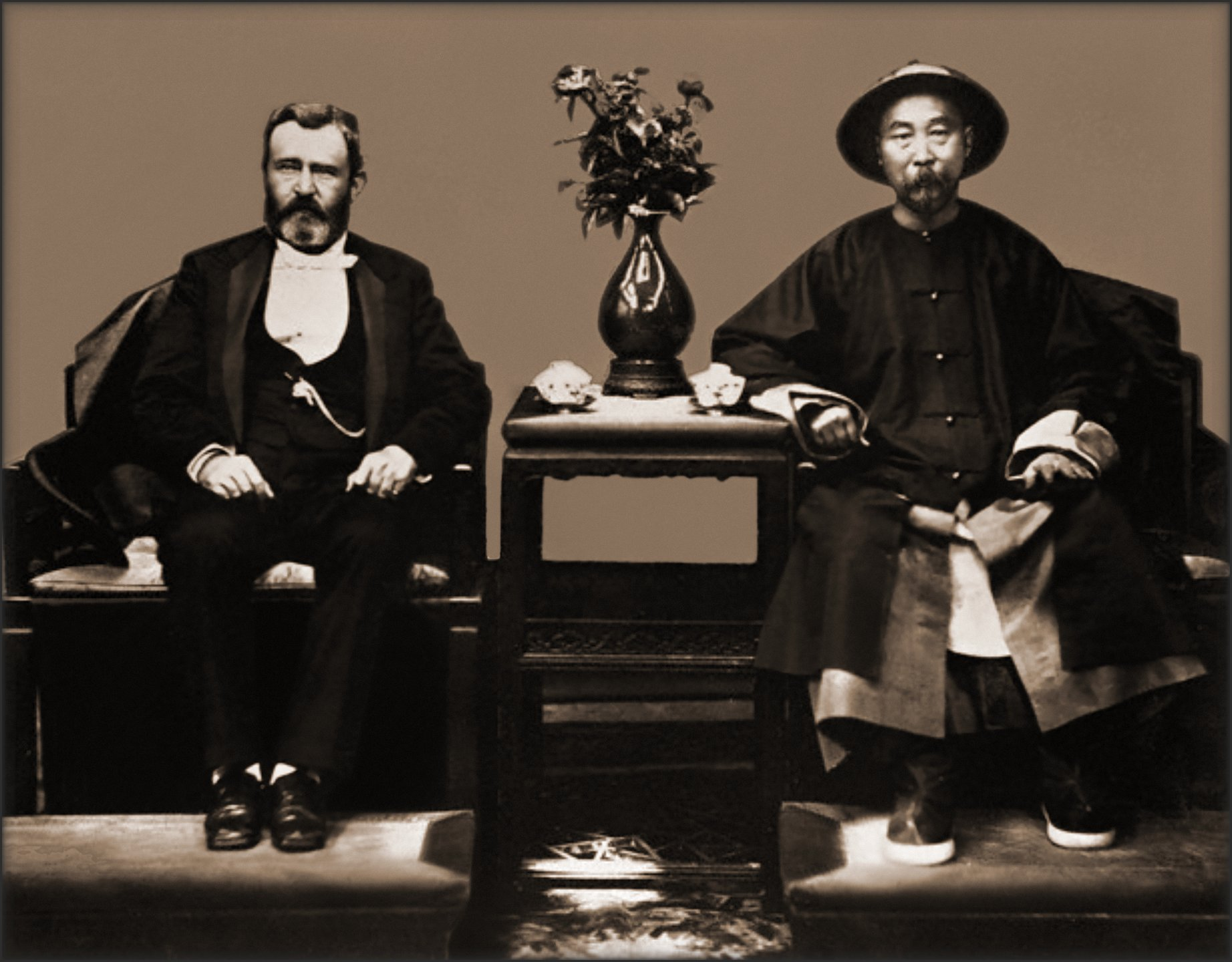
Li Hongzhang i Ulysses S. Grant, l'any 1879 a Tianjin

Li va desenvolupar una important tasca com a diplomàtic, especialment en les relacions amb les potències occidentals. Va visitar Rússia, Gran Bretanya, França, Alemanya, Canada i Estats Units on el va rebre el president Grover Cleveland, i va tenir molta relació amb l'ex president Ulysses Grant.
A occident el descrivien com el "Bismarck d'Orient".

#### Conflictes amb França
Des de Taijin Li controlava la política vers Corea, però no va poder impedir la guerra contra França (1884-1885) i Cixí el va nomenar negociador amb els francesos en el conflicte pel Vietnam.
Li va pactar amb el comandant francès Fournier i van signar l'acord l'11 de maig de 1884 i França es va retirar de Vietnam. França va exigir un a indemnització, que en ser rebutjada per la Xina, el 5 d'agost de 1884 va originar un nou conflicte armat; en aquest cas Xina va guanyar la guerra (març 1885) i van signar un nou tractat (9 de juny). Li en la cerimonia de firma de l'acord va dir "a partir d'ara l'amistat entre els dos països brillarà com el sol del matí quan sorgeix de la penombra de la nit".

#### Guerra amb el Japó
Ja en la dècada dels 70, Japó va intentar conquerir les illes Liuqiu i Taiwan, i en part Corea, estat vassall de la Xina. Quan l'any 1882 es va produir una revolta interna a Corea, l'emperadriu li va comentar a Li que veia possible que el Japó aprofités la situació, situació que va tornar a repetir-se l'any 1884, on en aquest cas les tropes xineses van ajudar a reprimir la revolta que tenia el suport dels japonesos, però al cap de 10 anys, els japonesos que havien reforçat molt el seu exèrcit van tornar a enviar tropes a Corea, sense que el govern xinès reaccionés i amb la convicció que la Xina era molt superior; al final l'1 d'agost de 1894 es va declarar la guerra amb Li com a cap militar, en un moment en què l'emperadriu estava retirada i les decisions les prenia l'emperador. Xina va perdre la guerra i Li va ser acusat de tot el desastre, territorial i econòmic, i d'haver avantposat els interessos personals per sobre dels nacionals.
El 17 d'abril de 1895 es va signar el Tractat de Shimonoseki com a final de la guerra sinojaponesa (1894-1895). La pau es va negociar entre Li Hongzhang, Ito Hirobumi i el vescomte Mutsu, i la Xina va reconèixer la independència de Corea, la cessió de Taiwan, la península de Liaodong i les illes “Pescadores”. També van obrir diversos ports i va permetre la llibertat de navegació pel riu Yangzi Jian, entre Chongqing i Yichang, i a més a més van pagar una indemnització de 200 milions de taels.
El tractat va ser ratificat a Shifu (Yantai) el 8 de maig, però després de les protestes dels països occidentals (Rússia, Alemanya i França) es va revisar (8 de novembre de 1895) i Japó va retrocedir Liaodong, a canvi d'una indemnització suplementària.

#### Confrontació amb Alemanya
Malgrat que Li estava apartat de qualsevol lloc de responsabilitat, l'any 1898 el van tornar a fer servir per signar els acords amb Alemanya, on aquests obtenien el lloguer per 99 anys del port de Quingdao, fet que va comportar la protesta de Rússia que per la seva part va reclamar el lloguer del Port Arthur, procés que per alguns va fer caure a Li en un situació de corrupció acceptant diners dels russos, Envoltat d'un equip de col·laboradors molt potent (homes de negocis com Sheng Xuanhuai, militars com Yuan Shikai i lletrats com Ma Jianzhong) Li en certs assumptes competia amb un govern central molt afeblit.

#### La guerra dels Boxers
La guerra o Rebel·lió dels Boxers (1899-1901) va ser un dels altres conflictes on Li va actuar com a negociador. En aquella època Li era Virrei de Canton i governava dues províncies costaneres; l'emperadriu Cixí el va enviar a negociar amb les potencies estrangeres, signant el "Protocol dels Boxers".

#### Immigració de treballadors als Estats Units i Llatino- America
Li va aprofitar els seus contactes internacionals i viatges per negociar millores en el tracte dels treballadors xinesos a diferents països com Cuba i el Perú (1875) que en molts casos eren tractats com a esclaus. Però el cas més significatiu va ser als Estats Units on s'havia decretat la llei d'exclusió dels xinesos (" Chinese Exclusion Act") l'any 1882 que restringia l'entrada dels xinesos al país. Li va viatjar a Estas Units el 1896 i va advocar per la reforma d'aquesta llei renovada el 1892. Com a curiositat en la seva estada a Nova York es va allotjar al Waldorf Astoria Hotel, amb dos dels seus fills i un seguici de 40 persones.